# Década de 40
Séculos: (Século I a.C. - Século I - Século II)
Décadas: 0 a.C. 0 10 20 30 40 50 60 70 80 90
Anos: 40 41 42 43 44 45 46 47 48 49